# Mesochorus ensifer
Mesochorus ensifer là một loài tò vò trong họ Ichneumonidae.